# 1234 (Ronnie Wood)
| Recensione              | Giudizio |
| ----------------------- | -------- |
| AllMusic                | [ 2 ]    |
| Dizionario del Pop-Rock | [ 3 ]    |
| 24.000 dischi           | [ 4 ]    |

1234 è il quarto album in studio da solista del musicista inglese Ronnie Wood, pubblicato nel settembre del 1981.

## Tracce

### LP
Lato A
1. 1234 – 3:26 (Ronnie Wood)
2. Fountain of Love – 5:09 (Ronnie Wood, Jim Ford)
3. Outlaws – 4:00 (Ronnie Wood, Jim Ford)
4. Redeyes – 3:31 (Ronnie Wood su ispirazione di Mick Jagger)
5. Wind Howlin' Through – 3:00 (Ronnie Wood)

Lato B
1. Priceless – 4:16 (Ronnie Wood, Bobby Womack)
2. She Was Out There – 5:13 (Ronnie Wood)
3. Down to the Ground – 3:36 (Ronnie Wood)
4. She Never Told Me – 5:48 (Ronnie Wood, Jim Ford)

## Musicisti
1234
- Ron Wood - basso, voce
- Steve Madaio - strumento a fiato
- Jim Horn - strumento a fiato
- Bobby Keys - strumento a fiato
- Alvin Taylor - batteria
- Jim Keltner - percussioni

Fountain of Love
- Ron Wood - voce solista, chitarra
- Bobby Womack - basso, chitarra a 12 corde
- Ian McLagan - piano elettrico
- Ian Wallace - batteria
- Clydie King - accompagnamento vocale-cori
- Shirley Matthews - accompagnamento vocale-cori

Outlaws
- Ron Wood - chitarra, voce solista
- Nicky Hopkins - piano
- Ian McLagan - organo
- Ian Wallace - batteria
- Anita Pointer - accompagnamento vocale-cori

Redeyes
- Ron Wood - basso, dobro
- Nicky Hopkins - piano
- Charlie Watts - batteria

Wind Howlin' Through
- Ron Wood - Tutti gli altri strumenti presenti nel brano, voce
- Alan Myers - batteria

Priceless
- Ron Wood - chitarra, voce solista
- Robin Le Mesurier - chitarra
- Nicky Hopkins - piano
- Jay Davis - basso
- Carmine Appice - batteria
- Clydie King - accompagnamento vocale-cori
- Rod Stewart - arrangiamento

She Was Out There
- Ron Wood - piano, chitarre, voce
- Ian McLagan - organo
- Charlie Watts - batteria
- Jim Keltner - percussioni

Down to the Ground
- Ron Wood - voce
- Nicky Hopkins - piano
- Ian McLagan - organo
- Jimmy Haslip - basso
- Ian Wallace - batteria

She Never Told Me
- Ron Wood - chitarre, tastiere, basso, voce solista
- Waddy Wachtel - chitarra acustica
- Ian McLagan - tastiere
- Nicky Hopkins - tastiere
- Jimmy Haslip - basso
- Charlie Watts - batteria
- Jim Keltner - percussioni
- Anita Pointer - accompagnamento vocale-cori

Note aggiuntive
- Ronnie Wood e Andy Johns - produttori
- Registrazioni effettuate al: Mattress Sound, Chateau Recorders e al The Record Plant, Los Angeles, California
- Mixaggio effettuato al The Record Plant di Los Angeles, California
- Andy Johns - ingegnere delle registrazioni
- Brano Wind Howlin' Through, ingegnere delle registrazioni: Tom Yuill
- Eddie Delena, Ricky Delena, Kevin Eddy e Karrot Faye - assistenti ingegneri delle registrazioni
- Tony Lane - design copertina album originale
- Bruce Burnside - foto copertina album originale[5]